# Ferdinand Zecca
Ferdinand Zecca (* 19. Februar 1864 in Paris; † 23. März 1947 in Saint-Mandé) war ein französischer Filmregisseur und Pionier des französischen Films.

## Leben
Er arbeitete als Kaffeehausunterhalter, bevor er 1899 zum Film kam. Er wurde von Pathé als Regisseur angestellt und drehte seinen ersten Film Le muet mélomane (1899). Neben Georges Hatot und Lucien Nonguet war er der wichtigste und erfolgreichste Regisseur früher Pathé-Produktionen. Für die Ideen seiner Filme bediente er sich in damals nicht unüblicher Weise bei anderen Filmproduktionen, wie denen Georges Méliès’. Zecca schuf publikumswirksame Massenware, darunter mit Histoire d'un crime (1901) den ersten Kriminalfilm der Filmgeschichte. Ebenfalls 1901 inszenierte er Les enfants du Capitaine Grant, die erste Filmversion des Jules-Verne-Romans Die Kinder des Kapitän Grant.
Gelegentlich trat Zecca auch als Schauspieler und Produzent in Erscheinung. Sein in Ko-Regie mit Nonguet entstandener Film La vie et la passion de Jésus Christ aus dem Jahre 1903 gehört zu seinen wichtigsten. Mit etwa 45 Minuten Spieldauer ist es der älteste noch erhaltene Langfilm. Zecca arbeitete kontinuierlich bis 1915, als er als Leiter einer Pathé-Zweigfirma in die USA ging. Zurück in Frankreich war er nach zwei weiteren Filmregien im Jahre 1919 nicht mehr als Regisseur tätig.
1920 übernahm er die Leitung der Schmalfilmapparateproduktion bei Pathé Frères, die sich zunehmend aus der Filmproduktion selbst zurückzogen, und ging 1939 in den Ruhestand.

## Filmografie (in Auszügen)
1901 Die Geschichte eines Verbrechens
1903 La vie et la passion de Jésus Christ
1904 La Grève
1905 Au Pays noir